# 高麗美術館
高麗美術館（こうらいびじゅつかん）は、京都府京都市北区にある美術館。1988年開館。運営は公益財団法人高麗美術館。

## 概要
高麗青磁・朝鮮白磁をはじめとする陶磁器や、考古資料、絵画、民俗資料など、朝鮮半島の美術工芸品1700点を収蔵する日本で唯一の韓国・朝鮮の専門美術館である。研究所として高麗美術館研究所を付置する。

### 歴史
1988年、在日朝鮮人一世の実業家である鄭詔文（チョン・ジョムン、1918年 - 1989年）の蒐集品をもとに創設された。収蔵品である朝鮮の美術品はすべて日本で蒐集されたものである。鄭詔文は、美術品を通して朝鮮の歴史と文化の理解を深め共感を分かつこと、また在日一世としての経験から「同胞の若い人々」が祖国の風土を感得することを宿願としていた。
1998年、上田正昭が第二代館長に就任。
2016年より井上満郎が第三代目館長に就任。